# Droga prawna Opus Dei
Droga prawna Opus Dei – termin używany przez Opus Dei na określenie kolejnych etapów, jakie przemierzyła ta instytucja od jej założenia w 1928 przez św. Josemarię aż do roku 1982, kiedy to otrzymała ona obecną formę prałatury personalnej. Przedtem Opus Dei było „pobożnym stowarzyszeniem”, „wspólnotą bez ślubów publicznych” oraz instytutem świeckim.

## Pierwszy etap (1928-1941)
W pierwszym etapie, od założenia w 1928 aż do 1941, Opus Dei istniało bez uznania prawnego. Z punktu widzenia władz kościelnych Opus Dei było czymś zbyt małym, skoro w 1939 liczyło 12 członków.
W 1941 zostało aprobowane jako „Pobożne stowarzyszenie” (Pía Unión) przez biskupa Madrytu, Leopoldo Eijo y Garay.

## Stowarzyszenie Kapłańskie Świętego Krzyża (1943)
W 1943 r. św. Josemaría zakładał Stowarzyszenie Kapłańskie Świętego Krzyża, które zostało uznane prawnie przez biskupa Madrytu jako „Wspólnota bez ślubów publicznych”. To stowarzyszenie kapłańskie składało się z księży wyświęconych w Opus Dei.

## Instytut świecki (1947-1982)
Na podstawie Decretum laudis Primum Institutum z 24 lutego 1947, Opus Dei otrzymało w sposób tymczasowy aprobatę ze strony Stolicy Świętej jako instytut świecki prawa papieskiego. Opus Dei zostało więc pierwszym w historii instytutem świeckim. 16 czerwca 1950 Opus Dei uzyskało ostateczną aprobatę jako instytut. Do instytutu należeli świeccy, księża wyświęceni będąc już w Opus Dei oraz księża diecezjalni, którzy pozostawali pod zwierzchnictwem swoich biskupów diecezjalnych.

## Prałatura personalna (od 1982)
W 1982 Opus Dei zostało erygowane konstytucją apostolską Ut sit przez Jana Pawła II jako pierwsza prałatura personalna Kościoła katolickiego. Jako prałatura personalna, Opus Dei składa się z księży i diakonów, którzy podlegają kanonicznie prałatowi Opus Dei. Świeccy mogą poświęcić się dziełom apostolskim prałatury personalnej w ramach „organicznej współpracy”, jednak nie są członkami Prałatury i nie podlegają jej jurysdykcji. Sposób „organicznej współpracy” a także główne obowiązki i prawa z nią złączone, winny być odpowiednio określone w zatwierdzonych lub wydanych przez Stolicę Apostolską statutach, które w postaci zgodnej z obowiązującym prawem kanonicznym nie zostały dotychczas zatwierdzone przez Watykan. Ściśle złączone z Opus Dei jest Stowarzyszenie Kapłańskie Świętego Krzyża, do którego należą księża diecezjalni, którzy pozostają pod zwierzchnictwem swoich biskupów diecezjalnych.

## Dokumentacja
Powstało wiele książek na temat drogi prawnej Opus Dei wewnątrz Kościoła katolickiego. Najważniejszą z nich jest wydana po hiszpańsku El Itinerario Jurídico Del Opus Dei: Historia Y Defensa De Un Carisma (Droga prawna Opus Dei: Historia i obrona pewnego charyzmatu), o objętości 672 stron.